# Thamnophilus cryptoleucus
El batará de Castelnau (en Perú)  (Thamnophilus cryptoleucus), también denominado batará lustroso (en Colombia) o choca de Castelnau, es una especie de ave paseriforme de la familia Thamnophilidae perteneciente al numeroso género Thamnophilus. Es nativo de la región amazónica de América del Sur.

## Distribución y hábitat
Se distribuye en el noreste de Ecuador y norte de Perú (localmente a lo largo de los ríos Napo, Marañón, Santiago y Ucayali) hacia el este a lo largo del Amazonas en el oeste de Brasil (hacia el este hasta las vecindades del río Negro).
Esta especie es considerada localmente bastante común en su hábitat natural: el sotobosque y el estrato medio de bosques riparios e islas ribereñas, debajo de los 300 m de altitud.

## Estado de conservación
El batará de Castelnau había sido calificado como «casi amenazado» por la Unión Internacional para la Conservación de la Naturaleza (IUCN) debido a la sospecha de que su población estaba en decadencia como resultado de la deforestación y degradación de su hábitat; sin embargo en el año 2023 fue recalificado  com «preocupación menor» debido a su gran zona de distribución y por considerar que la decadencia de su población, todavía no cuantificada, no es lo suficientemente rápida como para amenazarlo.

## Sistemática

### Descripción original
La especie T. cryptoleucus fue descrita originalmente por los ornitólogos francés Auguste Ménégaux y austríaco Carl Eduard Hellmayr en 1906, bajo el nombre científico «Myrmelastes cryptoleucus». La localidad tipo dada es: «Pebas, Loreto, Perú.»

### Etimología
El nombre genérico «Thamnophilus» se compone de las palabras del griego «thamnos» que significa ‘arbusto’ y «philos» que significa ‘amante’; y el nombre de la especie «cryptoleucus», se compone de las palabras del griego «kruptos» que significa ‘oculto’, y «leukos» que significa ‘blanco’.

### Taxonomía
Está hermanada con Thamnophilus nigrocinereus y antes eran consideradas conespecíficas. Es monotípica.